# Коммуникативная целесообразность речи
Коммуникативная целесообразность речи — рациональный выбор языковых средств сообразно коммуникативной ситуации, использование средств языка в конкретных условиях общения в соответствии с его целями. В теории культуры речи принцип коммуникативной целесообразности понимается как  «соответствие языковых форм условиям и целям общения» и, в отличие от нормы, которая одинакова для всех членов языкового коллектива, зависит от «функционального стиля речи, социальных различий и коммуникативной цели». Целесообразность является важнейшей категорией при оценке речи.
Коммуникативная целесообразность речи проявляется во многих аспектах: уместности обсуждаемой проблемы, актуальности содержания, логичности, точности, выразительности.

## Из истории понятия
Принцип коммуникативной целесообразности обоснован в работах Б. Н. Головина, В. Г. Костомарова, А.А. Леонтьева, Л. И. Скворцова, Н. А. Ипполитовой, И. Б. Голуб, О. Н. Лагуты и др. Б. Н. Головин впервые в отечественной науке представляет системное описание коммуникативных качеств «хорошей» речи, «реальных свойств ее содержательной и формальной стороны». Становится доминирующим понимание того, что понятие культуры речи значительно шире понятия языковой нормы. Б. Н. Головин, В.Г. Костомаров, А. А. Леонтьев рассматривают коммуникацию с позиции целесообразности — соответствия речи условиям общения и коммуникативным задачам речевых партнеров. Именно в речевой (коммуникативной) ситуации проявляются индивидуальные свойства языковой личности (Ю. Н. Караулов, И. А. Стернин и др.). При этом уточняется, что коммуникативная целесообразность  представляет собой безусловное требование культуры речи (Н. А. Ипполитова, О. Ю. Князева,  М. Р. Савова и др.).

## Альтернативная точка зрения
Ученые отмечают неоднозначность понятия «коммуникативная целесообразность». По мнению Б. Н. Головина, В. Г. Костомарова, А. А. Леонтьева, в речевом акте принцип коммуникативной целесообразности выходит на первый план. Ученые высказывают весьма прогрессивную для 70-х гг. 20 века идею о том, что коммуникативная целесообразность, в отличие от нормы, которая статична, выводит отношения языковой личности за пределы языковой структуры, «в сложную область связей и отношений языка и действительности, языка и сознания». Если норма, как правило, утверждает один вариант, то коммуникативная целесообразность позволяет из множества вариантов в короткое время выбрать тот (не всегда нормированный), который необходим в конкретных условиях общения и значим для автора в плане реализации задуманного.
В. Г. Костомаров в качестве одного из ведущих принципов при определении нормы выделяет именно принцип коммуникативной целесообразности. При этом ученый, отмечая естественные процессы изменений в современном русском языке и его коммуникативные функции, делает вывод, что ключом к пониманию коммуникативной целесообразности выбора тех или иных языковых средств сегодня может стать общая социальная атмосфера, торжествующая мода, определяющие общественный вкус. В. Г. Костомаров справедливо подчеркивает, что в современной массовой культуре, к сожалению, регулятором культурно-речевого поведения часто становится абсурдная мода, которая меняет представления о правильном и эффективном использовании языка.

## Уместность речи
Важнейшим критерием коммуникативно-целесообразной речи является ее уместность. Уместность речи — «такая организация средств языка, которая делает речь отвечающей целям и условиям общения; соответствие теме сообщения, его логическому и эмоциональному содержанию, составу слушателей или читателей, информационным, воспитательным, эстетическим и иным задачам письменного или устного выступления». Уместность речи — особое коммуникативное качество, которое проявляется в стилистической и содержательной обоснованности.
Содержательные и стилистические аспекты речи тесно между собой связаны и дополняют друг друга. Уместность речи регулирует наше речевое поведение. Выбор языковых средств «зависит от контекста, ситуации, психологических характеристик личности собеседника». Умение подобрать нужные слова, интонацию в той или иной ситуации общения является важнейшим условием успешной коммуникации, эффективного взаимоотношения собеседников, возникновения обратной связи.
Выбор конкретных языковых средств — слов, предложений, конструкций — регулируется стилем языка, регламентируется контекстом, определяется коммуникативной ситуацией и личностными характеристиками коммуниканта. Так, от оратора ожидается использование приемлемых для аудитории стилистических приемов и выразительных средств, а также выбор проблематики, доступной пониманию и интересной слушателям. Например, слушателям, не владеющим научной терминологией, сложно понять виртуозно владеющего научным стилем оратора. В то же время лекция, прочитанная в увлекательной популярной манере, будет понятна любому слушателю.
Коммуникант (оратор, выступающий, говорящий) пользуется различными способами коммуникативной адресации. Большую роль играет личностно-психологическая уместность: образ участника коммуникации, особенности аудитории (возраст, социальная и профессиональная принадлежность, национальность и т. д.).

## Актуальность речи
Актуальность речи — важная составляющая коммуникативной целесообразности. Именно она делает речь современной и злободневной. В то же время актуальность текста не означает его сиюминутность, востребованность на текущий момент. Существует прецедент актуальных тем, которые остались злободневными на многие поколения вперед и после того, как нашлось их решение. Ярким примером тому является известная речь Цицерона в защиту Гая Рабирия, привлеченного к суду по обвинению в государственном преступлении. Выступление оратора отличается высокой гражданственностью, стремлением восстановить справедливость. Блестящая речь Цицерона о необходимости властью соблюдать закон, о справедливости, о нравственных ценностях до сих пор не утратила своей актуальности и сегодня.

## Логичность речи
Логичность речи — «одно из основных коммуникативных качеств речи, смысловое сцепление единиц языка в речи, соответствующее законам логики и правильного мышления». Наиболее строгие требования предъявляются к научному стилю.
Наличие в речи логических ошибок значительно снижают ее коммуникативную целесообразность. «Речь признается логичной, если она отражает элементы реальной действительности и определяет понятия, объективно передает их связи и отношения, соответствует правилам операций с понятиями и законами мышления». Нарушения логики речи могут быть связаны как с отельными частями текста (словами, словосочетаниями, предложениями), так и композицией целого текста и его отдельных фрагментов.
И. Б. Голуб в книге «Книга о хорошей речи» определяет следующие законы логики: закон тождества, закон противоречия, закон исключенного третьего, закон достаточного основания. По мнению И. Б. Голуб, иногда в целях общения необходимо нарушать законы логики, если это не противоречит коммуникативной целесообразности.

## Точность речи
Точность речи — «коммуникативное качество речи, формируемое на основе связи речи с действительностью и мышлением и осознаваемое через соотнесение семантики речи с выражаемой и формируемой речью информацией (Б. Н. Головин)». Точность речи определяется умением четко и ясно выражать свои мысли с соблюдением лексических и синтаксических норм. «Точное словоупотребление обеспечивается в первую очередь знанием системы лексических значений многозначного слова (полисемии), слов в синонимическом ряду, разграничением омонимов, паронимов, хорошим знанием значений слов узкой сферы употребления (иноязычных, профессиональных, архаичных и т. п.)».
Коммуникант должен так отбирать речевые конструкции, чтобы как можно точнее передать все оттенки смысла, важные для каждой коммуникативной ситуации. Необходимо избегать двусмысленности (амфиболии), тавтологии, смешения паронимов и синонимов .

## Выразительность речи
Выразительность речи, важнейший аспект коммуникативной целесообразности, достигается на уровне всех языковых единиц. «Такие особенности речевой структуры, которые поддерживают внимание и интерес у слушателя или читателя». Выразительность (экспрессия) создается употреблением изобразительно-выразительных средств языка (тропов, стилистических фигур), крылатых слов, пословиц и поговорок и т. п., делающих высказывание ярким, образным, эмоциональным.
Коммуникативная целесообразность речи определяет «коммуникативный успех (коммуникативный оптимум дискурса, успешность общения, оптимальный результат общения, эффективность общения, прагматический эффект коммуникативного взаимодействия, осуществление иллокуции, перлокутивный эффект, осуществление интенции, персуазивный эффект)», при котором говорящий решает все поставленные им коммуникативные задачи. Важнейшим фактором успешной коммуникации является коммуникативная компетентность участников общения.

## Примечание
1. 1 2  Лагута О. Н. Стилистика. Культура речи. Теория речевой коммуникации: Учебный словарь терминов. Учебное пособие / Отв. ред. Н. А.  Лукьянова. — Новосибирск: Новосибирский государственный университет, 2000. — 147 с.
2. ↑  Головин Б. Н. Основы культуры речи / Б.Н. Головин. — [Учеб. для вузов по спец. "Рус. яз. и лит."]. — Москва: Высшая школа, 1988. — 319 с.
3. ↑  Головин Б. Н. Как говорить правильно: заметки о культуре русской речи. — Москва, 1988. — С. 44-45. — 160 с.
4. ↑  Костомаров В. Г. Наш язык в действии: очерки современной русской русской стилистики. — Москва: Гардарики, 2005. — 287 с.
5. 1 2  Жеребило Т. В. Словарь лингвистических терминов. — Назрань: Пилигрим, 2010. — 485 с.
6. ↑  Лагута О. Н. Учебный словарь стилистических терминов. — Новосибирск: Новосибирский государственный университет, 1999. — 71 с.
7. ↑  Азимов Э. Г., Щукин В. Н. Новый словарь методических терминов и понятий (теория и практика обучения языкам). — Москва: Издательство ИКАР, 2009. — 448 с.
8. ↑  Голуб И. Б. Книга о хорошей речи. — Москва: Культура и спорт, ЮНИТИ, 1997. — 267 с.
9. ↑  Стилистический энциклопедический словарь русского языка. — под ред. М. Н. Кожиной; члены редколлегии: Е. А. Баженова, М. П. Котюрова, А. П. Сковородников. — Москва: 2-е изд., испр. и доп. Флинта: Наука. — 696 с.
10. ↑  Стилистический энциклопедический словарь русского языка. — под ред. М.Н. Кожиной; члены редколлегии: Е. А. Баженова, М. П. Котюрова, А. П. Сковородников. – 2-е изд., испр. и доп.. — Москва: Флинта: Наука, 2006. — 696 с.
11. ↑  Жеребило Т. В. Словарь лингвистических терминов. — Пилигрим: Пилигрим, 2010. — 485 с.
12. ↑  Лагута О. Н. Стилистика. Культура речи. Теория речевой коммуникации: Учебный словарь терминов. Учебное пособие. — Отв. ред. Н. А.  Лукьянова.. — Новосибирск: Новосибирский государственный университет,, 2000. — 147 с.